# Імператриця Японії

Імператри́ця Япо́нії　(яп. 皇后, こうごう, МФА: [koːgoː]) — титул і складова посмертного імені головної дружини Імператора Японії.

## Список
- Імператриця Дзінґу